# Острова Хаапай
Острова Хаапай (англ. Haʻapai) — группа островов в центральной части Тонга в Тихом океане, входящая в одноименный округ. Расположена к северу от островов Тонгатапу и к югу от островов Вавау.

## География

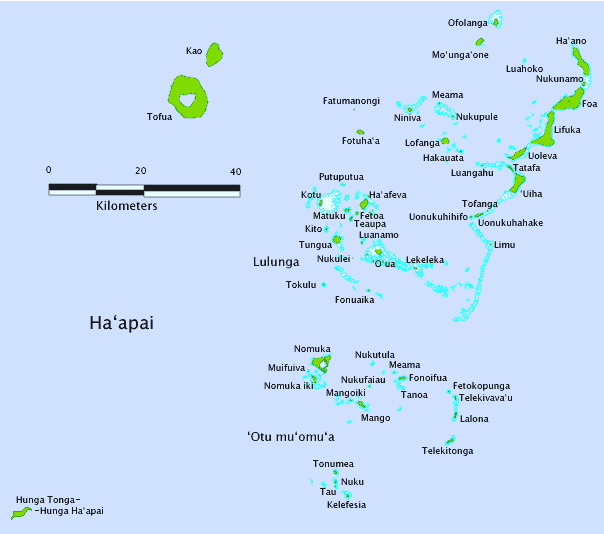
Карта островов Хаапай

Группа включает в себя 62 острова, из которых 45 необитаемы. Общая их площадь составляет около 126 км². Большинство островов представляют собой низменные атоллы. Исключением являются вулканические острова Тофуа (на нём находится действующий вулкан) и Као (на нём расположен потухший вулкан).
Крупнейшие острова группы — Лифука и Фоа, численность населения которых составляет 4446 человек (2006). Другие крупные острова — Нукунамо, Хаано и Уиха. К западу от группы расположены острова Тофуа и Као, к юго-западу — острова Коту, к югу — острова Номука.
| Субгруппа | Остров        | Население, чел. (1996) | Площадь, км² | Плотность, чел./км² |
| --------- | ------------- | ---------------------- | ------------ | ------------------- |
| Lifuka    | Ofolanga      |                        |              |                     |
| Lifuka    | Mo‘unga‘one   | 185                    | 1,17         | 158,1               |
| Lifuka    | Ha‘ano        | 588                    | 6,58         | 89,4                |
| Lifuka    | Foa           | 1434                   | 13,39        | 107,1               |
| Lifuka    | Lifuka        | 2966                   | 11,42        | 259,7               |
| Lifuka    | Uoleva        |                        |              |                     |
| Lifuka    | ‘Uiha         | 757                    | 5,36         | 141,2               |
| Lifuka    | Lofanga       | 186                    | 1,45         | 128,3               |
| Lifuka    | Fotuha‘a      | 138                    | 1,14         | 121,1               |
| Kotu      | Kotu          | 222                    | 0,34         | 652,9               |
| Kotu      | Ha‘afeva      | 313                    | 1,81         | 172,9               |
| Kotu      | Tungua        | 282                    | 1,53         | 184,3               |
| Kotu      | ‘O‘ua         | 178                    | 0,98         | 181,6               |
| Kotu      | Matuku        | 149                    | 0,34         | 438,2               |
| Rotterdam | Rotterdam     | 550                    | 7,12         | 77,2                |
| Rotterdam | Nomuka Iki    |                        |              |                     |
| Rotterdam | Fonoifua      | 104                    | 0,39         | 266,7               |
| Rotterdam | Mango         | 81                     | 0,65         | 124,6               |
| Volcanes  | Kao           |                        |              |                     |
| Volcanes  | Tofua         | 5                      | 55,63        | 0,1                 |
| Volcanes  | Fonuafo’ou    |                        |              |                     |
| Volcanes  | Hunga Tonga   |                        |              |                     |
| Volcanes  | Hunga Ha‘apai |                        |              |                     |
| Всего     |               | 8138                   | 109,30       | 74,5                |

## История
Согласно археологическим раскопкам, которые проводились в деревне Хихифо на острове Лифука, группа была заселена около 3000 лет назад представителями полинезийской культуры лапита. На Лифука также были найдены захоронения людей, небольшая крепость, построенная, вероятно, в XV веке, а также карьер, где добывался камень.
Европейским первооткрывателем островов Хаапай стал голландский путешественник Абел Тасман, открывший в 1643 году остров Номука, где пополнил запасы пресной воды. В 1774 и 1777 годах на некоторых островах останавливался английский путешественник Джеймс Кук. При этом на одном из них мореплаватель чуть ли не стал жертвой местных каннибалов. После этого события Кук назвал группу Островами Дружбы. 28 апреля 1789 года на острове Тофуа с частью команды высадился капитан Уильям Блай. Однако англичан атаковали туземцы, и один из членов команды был убит. После этого Блай покинул Тофуа.
Хаапай стал первой группой в архипелаге Тонга, жители которого приняли христианство.

## Население
Административным центром Хаапай является поселение Пангаи, расположенное на острове Лифука. В последние годы развивается туризм.